# Eduardo Antunes Coimbra
Eduardo Antunes Coimbra, detto Edu o Edu Coimbra (Rio de Janeiro, 5 febbraio 1947), è un allenatore di calcio ed ex calciatore brasiliano, di ruolo centrocampista.

## Caratteristiche tecniche
Giocava come centrocampista offensivo. È considerato uno dei migliori giocatori brasiliani degli anni sessanta e settanta.

## Carriera

### Giocatore

#### Club
Edu è uno dei migliori marcatori di sempre dell'America Football Club con i suoi 212 gol segnati nel periodo tra il 1966 e il 1974; con il club di Rio de Janeiro fu capocannoniere del Torneo Roberto Gomes Pedrosa 1969 e campione della Taça Guanabara 1974; fratello di Zico, lo raggiunse al Flamengo nel 1976, su richiesta dello stesso trequartista. Nel 1981 chiuse la sua carriera nel Campo Grande, iniziando l'esperienza da allenatore l'anno successivo.

#### Nazionale
Nella Nazionale di calcio del Brasile giocò 54 partite.

### Allenatore
Una volta ritiratosi dall'attività, diventò allenatore dell'América, portandola alla conquista della Taça Rio; allenò poi la Nazionale per un breve periodo tra 1983 e 1984 e l'Iraq nel 1986; proseguì la carriera anche in Messico e Perù, chiudendo di fatto la sua esperienza come allenatore nel 1995 con i giapponesi del Kashima Antlers. Ha poi seguito il fratello alla guida di tutte le squadre da lui allenate in qualità di vice allenatore.

## Palmarès

### Giocatore

#### Club
- Taça Guanabara: 1

América-RJ: 1974
- Campionato Baiano: 1

Bahia: 1975

#### Individuale
- Capocannoniere del Torneo Roberto Gomes Pedrosa: 1

1969 (14 gol)

### Allenatore

#### Club
- Taça Rio: 1

América-RJ: 1982
- Campionato Catarinense: 1

Joinville: 1987
- Campionato Paranaense: 1

Coritiba: 1989
- Campionato Carioca: 1

Botafogo: 1990